# طاهر (فیلم)
طاهر فیلمی به کارگردانی قدرت‌الله بزرگی و نویسندگی کریم نشاط و اسماعیل خسروی محصول سال ۱۳۵۲ است.

## بازیگران
- منوچهر وثوق
- مرتضی عقیلی
- لیدا دانشور
- عبداله بوتیمار
- سیمین علی‌زاده
- حسین ملکی
- کامران باختر
- کارمن
- مهری ودادیان
- عیوض زاده
- انصاری
- رضی
- کبودوند
- چایچی
- نعمت اله گرجی
- تاجیک
- اسماعیل شیرازی
- منصور ولدبیگی
- سیما گرجی
- همایون مظاهری
- شهرام
- شورانگیز طباطبایی